# Сражение при Радуеваце
Сражение при Радуеваце (турецк. Raduyofça Muharebesi) — сражение австро-турецкой войны 1737—1739 г.г., произошедшее под Видином. 28 сентября 1737 года возле Радуеваца османские войска Хаджи Иваза Мехмеда-паши нанесли поражение австро-саксонскому корпусу фельдмаршала Людвига Андреаса фон Кевенхюллера.
14 июля 1737 г. австрийская армия под командованием фельдмаршала Фридриха Генриха фон Зекендорфа пересекла австро-турецкую границу у Парачина и стремительно двинулась к Нишу. Крепость Ниш сдалась без сопротивления, после чего фельдмаршал фон Зекендорф направил к крепости Видин корпус под командованием фельдмаршала Людвига Андреаса фон Кевенхюллера, который состоял из австрийских и саксонских частей.
Османская империя усилила свои войска в Видине. К 28 сентября на Тимок прибыл турецкий корпус (около 16 000 человек) и, прикрывшись приречным кустарником, в котором засели янычары, начал наводить мост. Чтобы сорвать эти приготовления, Кевенхюллером был послан отряд полковника Гельфрейх (6 гренадерских рот, батальон поддержки и две роты карабинеров), который после трехчасового боя изгнал янычар, не допустил перехода турок и сжег мост.
Кевенхюллер, поняв из движения в турецком лагере, что там готовятся к более серьезному бою, отвел отряд полковника Гельфрейха и развернул свой корпус в боевой порядок в 1000 шагах перед лагерем. Вопреки своему обыкновению, турки сначала спокойно действовали против фронта и фланга имперцев, но затем начали атаку с большим криком. Эта первая попытка и последовавшие за ней неоднократные атаки турок были отражены эффективным огнем имперских войск.
Однако во время этих боев «рой» вражеских всадников продвинулся вдоль Дуная, поджег деревню Радуевац, а затем ворвался в опустевший лагерь. Обозную прислугу и больных вырезали, а палатки разграбили. Затем «рой» приготовился атаковать имперцев с тыла. Граф Баттьяни приказал части тыловых подразделений повернуть строй «кругом» и открыть огонь, что отбросило полчища назад.
Турецкие атаки продолжались до наступления темноты. Сражение, длившееся около семи часов, закончилось. Затем османы вернулись в свой лагерь за Тимоком, но укрепили берега реки. Имперцы оставались в своем лагере под ружьем всю ночь.
29 сентября продолжение приготовлений турок привели Кевенхюллера к выводу, что те будут продвигаться через Неготин обходным маневром. Поэтому военный совет принял решение отступить. Турецкий маневр задел лишь арьергард, не нанеся особого урона главным силам. Корпус двинулся вдоль Дуная к Брза-Паланке, где 30 сентября расположилась пехота, а кавалерия продолжила марш на Грабовицу.
После этой победы Хаджи Иваз Мехмед-паша вошел в занятую Австрией Валахию и 28 октября 1737 года вернул Крайову.